# Zephyranthes pseudocolchicum
Zephyranthes pseudocolchicum là một loài thực vật có hoa trong họ Amaryllidaceae. Loài này được Kraenzl. miêu tả khoa học đầu tiên năm 1914.